# 5659 Вергара
(5659) 1968 OA1 (1968 OA1, 1988 CE5) — астероїд головного поясу.
Тіссеранів параметр щодо Юпітера — 3,553.